# Norra Bökaträsket
Norra Bökaträsket är en sjö i Sorsele kommun i Lappland och ingår i Umeälvens huvudavrinningsområde. Sjön har en area på 0,541 kvadratkilometer och ligger 300,2 meter över havet. Sjön avvattnas av vattendraget Krutbergsbäcken.

## Delavrinningsområde
Norra Bökaträsket ingår i det delavrinningsområde (724325-160716) som SMHI kallar för Utloppet av Norra Bökaträsket. Medelhöjden är 307 meter över havet och ytan är 2,96 kvadratkilometer. Räknas de 3 avrinningsområdena uppströms in blir den ackumulerade arean 48,53 kvadratkilometer. Krutbergsbäcken som avvattnar avrinningsområdet har biflödesordning 3, vilket innebär att vattnet flödar genom totalt 3 vattendrag innan det når havet efter 255 kilometer. Avrinningsområdet består mestadels av skog (82 procent). Avrinningsområdet har 0,54 kvadratkilometer vattenytor vilket ger det en sjöprocent på 18,3 procent.